# شبه ريع
شبه الريع عائد تحصل عليه مؤسسة أو عنصر إنتاجي معين يعتبر ربحًا استثنائيًا في الأجل القصير ولكنه يصبح تكلفة حقيقية في الأجل الطويل.